# كوليفيل
كوليفيل (بالإنجليزية: Colleyville, Texas)‏ هي مدينة تقع في مقاطعة تارانت، تكساس بولاية تكساس في شمال شرق الولايات المتحدة. تبلغ مساحة هذه المدينة 33.9 (كم²)، وترتفع عن سطح البحر 187 م، بلغ عدد سكانها 22807 نسمة في عام 2010 حسب إحصاء مكتب تعداد الولايات المتحدة .

## أشخاص بارزين
- برايس أفاري من ذا روكيت سمر.
- كوني برتون، عضو جمهوري في مجلس الشيوخ في ولاية تكساس ورجل أعمال كوليفيل.[5]
- تشاد كامبل، رابطة لاعبي الغولف المحترفين لاعب غولف.[6]
- غريغ تشالمرز، لاعب غولف.[7]
- بن جاكوبسون، مدرب كرة السلة .
- ديمي لوفاتو، ممثلة ومغنية.
- هنتر ماهان، رابطة لاعبي الغولف المحترفين لاعب غولف.[7]
- روبرت مارتينغ، عارض أزياء ومنتج لسلسلة دي في دي للياقة البدنية
- كاتي ميلي، سباح أولمبي.
- آلي مايكل، عارضة أزياء

## أعلام
- إدوارد هاردين
- جيم ليندساي
- كاميرون ميتشيل
- آلي مايكل

## وصلات خارجية
- The US50 - Cities and Towns in Texas State